# Распределение Дирихле
В теории вероятностей и математической статистике распределение Дирихле (по имени Иоганна Петера Густава Лежён-Дирихлe), часто обозначаемое {\displaystyle \operatorname {Dir} (\alpha )}, — это семейство непрерывных многомерных вероятностных распределений, параметризованных вектором α неотрицательных вещественных чисел. Распределение Дирихле является обобщением Бета-распределения на многомерный случай. То есть, его функция плотности вероятности возвращает доверительную вероятность того, что вероятность каждого из {\displaystyle K} взаимоисключающих событий равна {\displaystyle x_{i}} при условии, что каждое событие наблюдалось {\displaystyle \alpha _{i}-1} раз.

## Функция плотности вероятности
Функция плотности вероятности для распределения Дирихле порядка K есть
{\displaystyle f(x_{1},\dots ,x_{K};\alpha _{1},\dots ,\alpha _{K})={\frac {1}{\operatorname {B} (\alpha )}}\prod _{i=1}^{K}x_{i}^{\alpha _{i}-1},}
где {\displaystyle x_{i}\geqslant 0}, {\displaystyle \sum _{i=1}^{K}x_{i}=1}, {\displaystyle \alpha _{i}>0}, а {\displaystyle \operatorname {B} (\alpha )={\frac {\prod \limits _{i=1}^{K}\Gamma (\alpha _{i})}{\Gamma \left(\sum \limits _{i=1}^{K}\alpha _{i}\right)}}} — многомерная бета-функция, где {\displaystyle \alpha =(\alpha _{1},\ldots ,\alpha _{K}).}

## Свойства
Пусть {\displaystyle X=(X_{1},\ldots ,X_{K})\sim \operatorname {Dir} (\alpha )} и {\displaystyle \alpha _{0}=\sum _{i=1}^{K}\alpha _{i},} тогда
{\displaystyle \operatorname {E} [X_{i}\mid \alpha ]={\frac {\alpha _{i}}{\alpha _{0}}},}
{\displaystyle \operatorname {Var} [X_{i}\mid \alpha ]={\frac {\alpha _{i}(\alpha _{0}-\alpha _{i})}{\alpha _{0}^{2}(\alpha _{0}+1)}},}
{\displaystyle \operatorname {Cov} [X_{i}X_{j}\mid \alpha ]={\frac {-\alpha _{i}\alpha _{j}}{\alpha _{0}^{2}(\alpha _{0}+1)}}.}
Модой распределения является вектор {\displaystyle x=(x_{1},\dots ,x_{K})} с
{\displaystyle x_{i}={\frac {\alpha _{i}-1}{\alpha _{0}-K}},\quad \alpha _{i}>1.}
Распределение Дирихле является сопряжённым априорным распределением к мультиномиальному распределению, а именно, если
{\displaystyle \beta \mid X=(\beta _{1},\ldots ,\beta _{K})\mid X\sim \operatorname {Mult} (X),}
где βi — число вхождений i в выборку из n точек дискретного распределения на {1, …, K} определённого через X, то
{\displaystyle X\mid \beta \sim \operatorname {Dir} (\alpha +\beta ).}
Эта связь используется в Байесовской статистике для того, чтобы оценить скрытые параметры X дискретного вероятностного распределения, имея набор из n выборок. Очевидно, что если априорное распределение обозначено как Dir(α), то Dir(α + β) есть апостериорное распределение после серии наблюдений с гистограммой β.

## Связи с другими распределениями
Если для {\displaystyle i\in \{1,2,\ldots ,K\},}
{\displaystyle Y_{i}\sim \operatorname {Gamma} ({\textrm {shape}}=\alpha _{i},{\textrm {scale}}=1)} независимо, то
{\displaystyle V=\sum _{i=1}^{K}Y_{i}\sim \operatorname {Gamma} ({\textrm {shape}}=\sum _{i=1}^{K}\alpha _{i},{\textrm {scale}}=1),}
и
{\displaystyle (X_{1},\ldots ,X_{K})=(Y_{1}/V,\ldots ,Y_{K}/V)\sim \operatorname {Dir} (\alpha _{1},\ldots ,\alpha _{K}).}
Несмотря на то, что Xi не являются независимыми друг от друга, они могут быть сгенерированы из набора из {\displaystyle K} независимых гамма случайных величин. К несчастью, так как сумма {\displaystyle V} теряется в процессе формирования X = (X1, …, XK), становится невозможно восстановить начальные значения гамма случайных величин только по этим значениям. Тем не менее, благодаря тому, что работать с независимыми случайными величинами проще, это преобразование параметров может быть полезно при доказательстве свойств распределения Дирихле.

## Генерация случайных чисел
Метод построения случайного вектора {\displaystyle x=(x_{1},\ldots ,x_{K})} для распределения Дирихле размерности K с параметрами {\displaystyle (\alpha _{1},\ldots ,\alpha _{K})} следует непосредственно из этой связи. Сначала получим K независимых случайных выборок {\displaystyle y_{1},\ldots ,y_{K}} из гамма-распределений, каждое из которых имеет плотность
{\displaystyle {\frac {y_{i}^{\alpha _{i}-1}\;e^{-y_{i}}}{\Gamma (\alpha _{i})}},}
а затем положим
{\displaystyle x_{i}=y_{i}\left/\sum _{j=1}^{K}y_{j}\right..}

## Наглядная трактовка параметров
В качестве примера использования распределения Дирихле можно предложить задачу, в которой требуется разрезать нитки (каждая начальной длины 1,0) на K частей с разными длинами так, чтобы все части имели заданную среднюю длину, но с возможностью некоторой вариации относительных длин частей. Значения α / α0 определяют средние длины частей нитки, получившиеся из распределения. Дисперсия вокруг среднего значения обратно пропорциональна α0.